# Tonypandy
Tonypandy is een plaats in het Welshe graafschap Rhondda Cynon Taf.
Tonypandy telt 3495 inwoners.